# Oshkosh (Nebraska)
Oshkosh és una població dels Estats Units a l'estat de Nebraska. Segons el cens del 2000 tenia 887 habitants.

## Demografia
Segons el cens del 2000, Oshkosh tenia 887 habitants, 413 habitatges, i 249 famílies. La densitat de població era de 511,2 habitants per km².
Dels 413 habitatges en un 23,2% hi vivien nens de menys de 18 anys, en un 49,2% hi vivien parelles casades, en un 7,5% dones solteres, i en un 39,7% no eren unitats familiars. En el 37,3% dels habitatges hi vivien persones soles el 19,6% de les quals corresponia a persones de 65 anys o més que vivien soles. El nombre mitjà de persones vivint en cada habitatge era de 2,07 i el nombre mitjà de persones que vivien en cada família era de 2,72.
Per edats la població es repartia de la següent manera: un 20,6% tenia menys de 18 anys, un 4,5% entre 18 i 24, un 21,8% entre 25 i 44, un 23,6% de 45 a 60 i un 29,5% 65 anys o més.
L'edat mediana era de 47 anys. Per cada 100 dones de 18 o més anys hi havia 81 homes.
La renda mediana per habitatge era de 27.135 $ i la renda mediana per família de 33.750 $. Els homes tenien una renda mediana de 22.303 $ mentre que les dones 18.000 $. La renda per capita de la població era de 16.292 $. Aproximadament el 9,5% de les famílies i l'11,7% de la població estaven per davall del llindar de pobresa.

## Poblacions més properes
El següent diagrama mostra les poblacions més properes.